# Madame Curie
Pour film polonais de 2006, voir Marie Curie (film).
Pour les articles homonymes, voir Marie Curie (homonymie).
Pour plus de détails, voir Fiche technique et Distribution.
Madame Curie (id.) est un film américain en noir et blanc réalisé par Mervyn LeRoy, sorti en 1943.

## Synopsis
L'histoire de la physicienne franco-polonaise Marie Skłodowska-Curie dans les années 1890, à Paris, alors qu'elle commence à travailler dans le laboratoire de son futur mari, Pierre Curie.

## Fiche technique
- Titre : Madame Curie
- Réalisation : Mervyn LeRoy, assisté de Harry Beaumont
- Scénario : Aldous Huxley (non crédité, car non utilisé), Paul Osborn et Paul H. Rameau, d'après le livre éponyme d’Ève Curie
- Musique : Herbert Stothart
- Direction artistique : Cedric Gibbons et Paul Groesse
- Décors de plateau : Edwin B. Willis et Hugh Hunt
- Costumes : Irene Lentz, Irene Sharaff et Gile Steele
- Photographie : Joseph Ruttenberg
- Montage : Harold F. Kress
- Producteur : Sidney Franklin
- Société de production : Metro-Goldwyn-Mayer
- Pays de production :  États-Unis
- Langue d'origine : anglais américain
- Format : noir et blanc
- Genre : biographie, drame
- Durée : 124 minutes
- Dates de sortie :
  - États-Unis : 15 décembre 1943
  - France : 5 septembre 1947

## Distribution
- Greer Garson : Marie Curie
- Walter Pidgeon : Pierre Curie
- Robert Walker : David Le Gros
- Dame May Whitty : Mme Eugène Curie
- Henry Travers : Eugène Curie
- C. Aubrey Smith : Lord Kelvin
- Albert Bassermann : professeur Jean Perot
- Victor Francen : le recteur
- Van Johnson : un journaliste
- Reginald Owen : docteur Becquerel
- Margaret O'Brien : Irène Curie à 5 ans
- James Hilton : le narrateur (voix off)

Et, parmi les acteurs non crédités :
- Howard Freeman : professeur Constant
- Miles Mander, Arthur Shields, Frederick Worlock : hommes d'affaires
- Gigi Perreau : Eve à un an et demi
- Francis Pierlot : M. Michaud
- Almira Sessions : Mme Michaud
- Wyndham Standing : le roi Oscar
- Michael Visaroff : le papa fier
- Eustace Wyatt : un médecin